# Dompierre-les-Tilleuls
Dompierre-les-Tilleuls és un municipi francès situat al departament del Doubs i a la regió de Borgonya - Franc Comtat. L'any 2007 tenia 265 habitants.

## Demografia

### Població
El 2007 la població de fet de Dompierre-les-Tilleuls era de 265 persones. Hi havia 94 famílies de les quals 20 eren unipersonals (20 dones vivint soles i 20 dones vivint soles), 25 parelles sense fills, 41 parelles amb fills i 8 famílies monoparentals amb fills.
La població ha evolucionat segons el següent gràfic:
Habitants censats

### Habitatges
El 2007 hi havia 99 habitatges, 92 eren l'habitatge principal de la família, 5 eren segones residències i 2 estaven desocupats. 87 eren cases i 12 eren apartaments. Dels 92 habitatges principals, 76 estaven ocupats pels seus propietaris i 16 estaven llogats i ocupats pels llogaters; 2 tenien dues cambres, 6 en tenien tres, 16 en tenien quatre i 67 en tenien cinc o més. 76 habitatges disposaven pel capbaix d'una plaça de pàrquing. A 31 habitatges hi havia un automòbil i a 52 n'hi havia dos o més.

### Piràmide de població
La piràmide de població per edats i sexe el 2009 era:
| Homes | Edats   | Dones |
| ----- | ------- | ----- |
| 0     | 95 o +  | 0     |
| 0     | 90 a 94 | 0     |
| 0     | 85 a 89 | 4     |
| 0     | 80 a 84 | 4     |
| 4     | 75 a 79 | 12    |
| 0     | 70 a 74 | 12    |
| 4     | 65 a 69 | 0     |
| 4     | 60 a 64 | 8     |
| 0     | 55 a 59 | 0     |
| 12    | 50 a 54 | 0     |
| 12    | 45 a 49 | 0     |
| 0     | 40 a 44 | 12    |
| 12    | 35 a 39 | 8     |
| 8     | 30 a 34 | 12    |
| 4     | 25 a 29 | 8     |
| 4     | 20 a 24 | 0     |
| 12    | 15 a 19 | 0     |
| 8     | 10 a 14 | 4     |
| 8     | 5 a 9   | 16    |
| 12    | 0 a 4   | 8     |

## Economia
El 2007 la població en edat de treballar era de 165 persones, 131 eren actives i 34 eren inactives. De les 131 persones actives 122 estaven ocupades (68 homes i 54 dones) i 8 estaven aturades (3 homes i 5 dones). De les 34 persones inactives 5 estaven jubilades, 18 estaven estudiant i 11 estaven classificades com a «altres inactius».

### Ingressos
El 2009 a Dompierre-les-Tilleuls hi havia 89 unitats fiscals que integraven 260 persones, la mediana anual d'ingressos fiscals per persona era de 16.062 €.

### Activitats econòmiques
Dels 7 establiments que hi havia el 2007, 3 eren d'empreses de fabricació d'altres productes industrials, 1 d'una empresa de comerç i reparació d'automòbils, 1 d'una empresa immobiliària i 2 d'empreses de serveis.
L'únic servei als particulars que hi havia el 2009 era una funerària.
L'any 2000 a Dompierre-les-Tilleuls hi havia 13 explotacions agrícoles.

## Poblacions més properes
El següent diagrama mostra les poblacions més properes.